# Małgorzata ze Šternberka
Małgorzata ze Šternberka, cz. Markéta ze Šternberka (?- zm. po 5 czerwca 1365) – księżna bytomska i magnatka morawska.

## Życie
Małgorzata była jedyną córką morawskiego magnata Jarosława ze Šternberka i jego drugiej żony Małgorzaty z Bíliny. Niewiele wiadomo o jej młodości, poza tym, że miała czterech braci: Zdenka i Smila (przyrodni z pierwszego małżeństwa Jarosława z Elišką), oraz Aleša i Jana.
14 lutego 1347 Małgorzata wyszła za mąż za syna księcia bytomskiego i kozielskiego Władysława – Bolesława. Małżeństwo to przetrwało jedynie 8 lat, gdyż młody książę (władający księstwem od 1352) zmarł nagle w tajemniczych okolicznościach w roku 1355, towarzysząc w wyprawie do Rzymu królowi Karolowi IV. Małgorzata – zgodnie z umową zawartą jeszcze przez księcia Władysława z królem – rozpoczęła samodzielne rządy w księstwie, które stało się jej oprawą wdowią (umowa dopuszczała dziedziczenie przez kobiety w razie braku męskich potomków). Jednak treść układu stała się pretekstem do wysunięcia roszczeń do księstwa przez księcia oleśnickiego Konrada I (był żonaty z Eufemią, przyrodnią siostrą księcia Bolesława) i księcia cieszyńskiego Kazimierza I (wysuwał swoje roszczenia jako opiekun córek Bolesława). Konradowi I udało się już w 1355 zająć część kozielską księstwa, a 8 grudnia 1357 obaj książęta zawarli porozumie (ostateczne rozstrzygnięcia zapadły jednak dopiero w 1369), które usunęło Małgorzatę z jej oprawy.
W 1360 Małgorzata wydała swoją najstarszą córkę Elżbietę, za nowego księcia cieszyńskiego- Przemysława I, który tym samym umocnił swoje prawa do księstwa bytomskiego. Sama księżna zmarła po 5 czerwca 1365 i nie wiadomo, gdzie została pochowana.

## Rodzina
Z małżeństwa z Bolesławem bytomskim, księżna miała trzy córki:
- Elżbietę (1347/1350–1374), od 1360 żona księcia cieszyńskiego Przemysława I Noszaka;
- Eufemię (1350/1352 – 26 sierpnia 1411), od 1364 żona księcia niemodlińskiego Wacława; następnie od 1369 żona księcia ziębickiego Bolka III;
- Bolkę (1351/przed 1355–1427/1429) – od 1360 (de facto 1363/1367) żona Čenka z Vartemberka; od 1396/1405 w zakonie cysterek w Trzebnicy (ksieni w latach 1405–1427).